# Дефоссе, Жозеф-Ромен
Жозеф-Ромен Дефоссе (фр. Joseph-Romain Desfossés; 8 декабря 1798 года, Гуену, Франция — 25 октября 1864 года, Париж), также именуемый Ромен-Дефоссе — французский адмирал и политик: депутат, министр и сенатор в период Второй империи.
Заключил в 1844 году торговый договор с Маскатом и завязал в 1846 году торговые сношения с восточно-африканскими берегами.
В 1849—51 гг. был морским министром, с 1855 года — сенатором.
Командовал в 1859 году флотом в Средиземном море и бомбардировал форты Тетуана за оскорбление жителями Марокко французского флага.